# Emil Schuchmann
Emil Friedrich Richard Schuchmann (Hannover, 9 juni 1911 - onbekende sterfplaats en -datum) was tijdens de Tweede Wereldoorlog een Duitse SS-officier.
Schuchmann was al jong lid van de Hitlerjugend. Ook was Schuchmann lid van de NSDAP en de SS. Voor de oorlog diende hij bij de Luftwaffe en in 1940 volgde hij een officiersopleiding bij de Waffen-SS.
Na een periode aan het Franse front kwam hij in 1942 naar Groningen, waar hij de leiding kreeg over referaat III op het Scholtenhuis. In maart 1949 werd zes jaar gevangenisstraf tegen hem geëist.